# Ceratza Petritza
Ceratza/Ciritza Petritza (em grego: Κυράτζα Πετριτζα; em búlgaro:  Кераца Петрица) foi uma nobre búlgara (boiarda), irmã do czar Miguel Sismanes. O filho mais velho dela, João Alexandre ascendeu ao trono búlgaro depois de uma grave crise sucessória no Império Búlgaro.

## História
Ceratza era filha do déspota Sismanes de Vidim com uma filha de nome desconhecido do sebastocrator Pedro com Ana-Teodora, a filha de João Asen II com Irene Comnena de Epiro. Ela era também uma prima distante dos czares Teodoro Esfendóstlabo e Jorge Terter II.
Desde meados do século XIII, a região de Vidim já era efetivamente independente do monarca búlgaro e foi governada sucessivamente por Jacó Esvetoslau (m. 1276), Sismanes (m. entre 1308 e 1313) e pelo futuro Miguel Asen III. Sismanes e seus filhos receberam o elevado título cortesão de déspota do primo Teodoro Esvetoslau e, quando Jorge Terter II morreu jovem e sem filhos em 1323, o irmão de Ceratza Petritza foi eleito imperador da Bulgária pelos boiardos.
Ceratza Petritza era católica (em suas cartas a Keratsa, o papa Bento XII, com quem ela se correspondia, a chama de "a duquesa de Karnona"), mas, em algum ponto de sua vida, converteu-se à Ortodoxia e retirou-se para um convento com o nome monástico de Teofana (em búlgaro:  Теофана).

## Família
Ceratza Petritza casou-se com o déspota Esracimir de Kran e teve cinco filhos:
- João Alexandre, déspota de Lovech. Ascendeu ao trono como imperador da Bulgária depois de um golpe em 1331.
- Helena da Bulgária, casada com o rei (e depois imperador) Estêvão Uresis IV da Reino da Sérvia em 19 de abril de 1332.
- João Comneno Asen, que foi feito déspota de Valona pelo cunhado Estêvão Uresis.
- Miguel, déspota de Vidim.
- Teodora.